# Ervalla
För andra betydelser, se Ervalla (olika betydelser).
Ervalla är ett samhälle i Örebro kommun och kyrkbyn i Ervalla socken. SCB avgränsade här en småort mellan 1990 och 2020 och från 2023 samt en tätort mellan 1980 och 1990 samt från 2020 till 2023.
I Ervalla ligger Ervalla kyrka.

## Historik
Den vanligaste tolkningen av ortnamnet Ervalla, som år 1415 skrevs Ærwala, är att namnets förled syftar på det fornsvenska ordet ær 'god skörd' eller på det fornsvenska ærdh "gröda, årsväxt", och att efterleden syftar på dialektordet val, som betyder "röjning" m.m.. 
Ervalla station, knappt tre kilometer söder om tätorten, var slutstationen för Sveriges första båda normalspåriga järnvägar, Nora Ervalla Järnväg och Köping-Hults Järnväg. Den sistnämndas första avsnitt sträckte sig mellan Örebro och Ervalla. Båda järnvägarna invigdes 1856.

## Befolkningsutveckling
| Befolkningsutvecklingen i Ervalla 1990–2020 | Befolkningsutvecklingen i Ervalla 1990–2020 | Befolkningsutvecklingen i Ervalla 1990–2020 | Befolkningsutvecklingen i Ervalla 1990–2020 | Befolkningsutvecklingen i Ervalla 1990–2020 |
| ------------------------------------------- | ------------------------------------------- | ------------------------------------------- | ------------------------------------------- | ------------------------------------------- |
|                                             |                                             |                                             |                                             |                                             |
| År                                          |                                             |                                             | Folkmängd                                   | Areal (ha)                                  |
| 1990                                        | 1990                                        |                                             | 143                                         | 13#                                         |
| 1995                                        | 1995                                        |                                             | 178                                         | 38#                                         |
| 2000                                        | 2000                                        |                                             | 185                                         | 38#                                         |
| 2005                                        | 2005                                        |                                             | 179                                         | 38#                                         |
| 2010                                        | 2010                                        |                                             | 172                                         | 38#                                         |
| 2015                                        | 2015                                        |                                             | 179                                         | 46#                                         |
| 2020                                        | 2020                                        |                                             | 204                                         | 56                                          |
| Anm.: tätort 2020 # Som småort.             |                                             |                                             |                                             |                                             |

## Ervalla herrgård

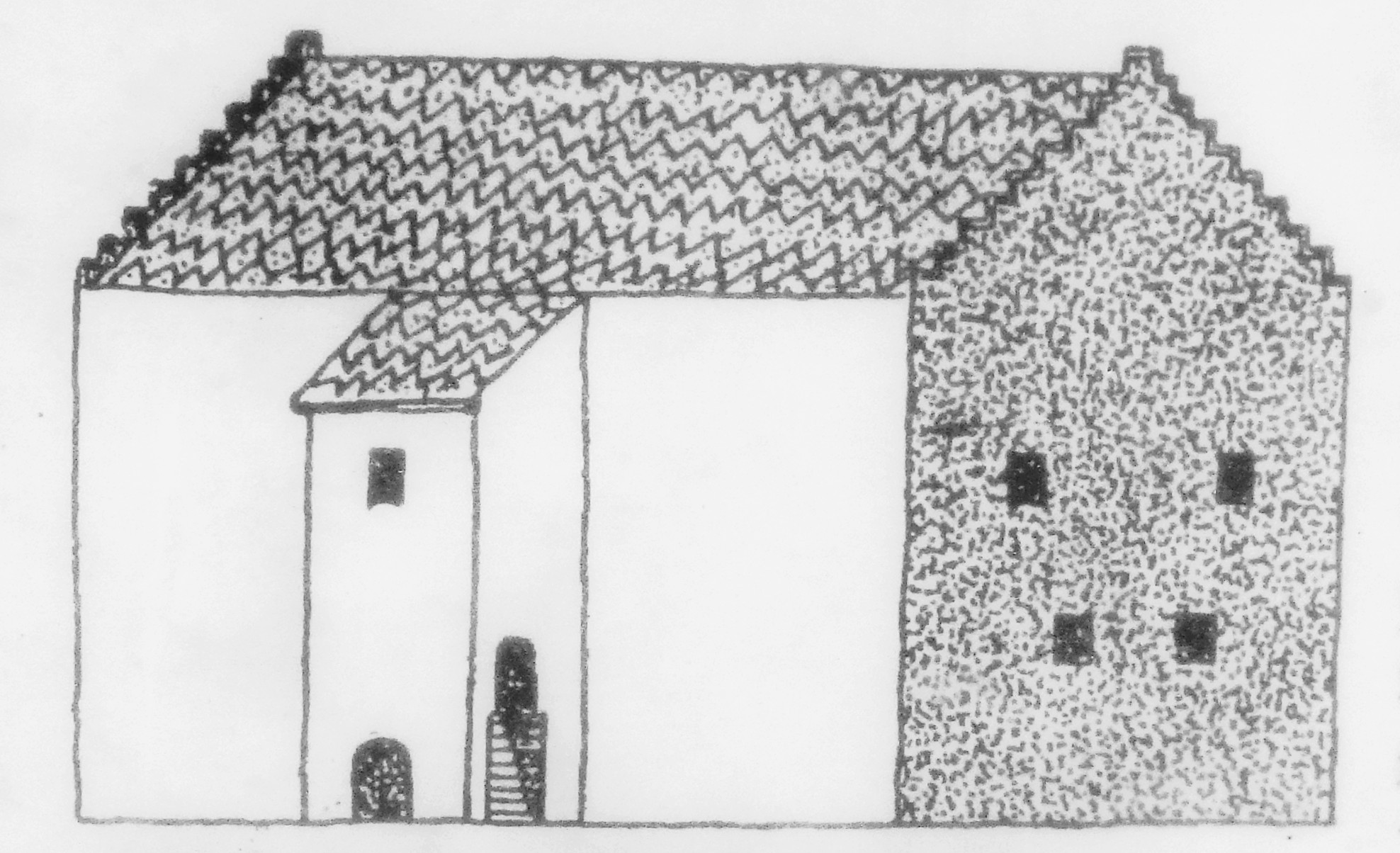
Ervalla hus 1761.

Ervalla herrgård ligger 500 m öster om Ervalla kyrka. Den första mangårdsbyggnaden var ett medeltida stenhus, som till viss del påminde om Glimmingehus och Tyresöhus och kallades "Ervalla hus". Byggnaden antas vara uppförd omkring år 1500 av den rike jorddrotten Jöns Ulfsson Roos. Detta hus revs under senare hälften av 1700-talet. Nuvarande mangårdsbyggnad uppfördes 1807, påbyggdes 1840, och tillbyggdes 1917–1919. Förste kände ägare var den norske riddaren Jon Hafthorsson, kusin till kung Magnus Eriksson. Sonen Ulf Jonsson (Roos), sedermera riksråd, flyttade till Ervalla. Sedermera har den tillhört en mängd ätter av den högre adeln, Roos, Lilliehöök, Leijonhufvud, von Horn, Bielke, Piper, Rudbeck, Åkerhielm, m. fl.
Gården har en areal om 208 ha, varav 80 ha åker och 115 ha skog. Från 1934 fanns i mangårdsbyggnaden Ervalla epileptikerhem för vuxna män, grundat av läkaren Ragnar Hallgren.